# Steven Wilson
Steven John Wilson, född den 3 november 1967, är en brittisk musiker, mest känd som grundaren, gitarrist, sångare och sångskrivare i det progressiva rockbandet Porcupine Tree. Han är involverad i många andra band och musikprojekt, både som musiker och producent (No-Man och Blackfield till exempel). Han driver också en solokarriär.

## Uppväxt
Han föddes i Kingston upon Thames, London, England, och uppfostrades senare i Hemel Hempstead, Hertfordshire, England från 6 års ålder. Han upptäckte sitt intresse för musik som åttaåring - det började vid julen när hans föräldrar gav varandra LP-skivor i julklapp. Hans far fick Pink Floyds The Dark Side of the Moon, och hans mor fick Donna Summers Love to Love You Baby. Den unga Steven lyssnade mycket på dessa skivor, vilket senare kom att påverka hans sångskriveri.
Det var tack vare Pink Floyd som han började gå mot psykedelisk/progressiv rock.

## Startar band
Det dröjde inte länge förrän han startade sina första band med några skolkompisar och spelade live.  
Ett av dessa tidiga band, "Karma", ett progressivt rockband som han som tonåring var med i, lade grunden för några låtar som senare skulle komma att vidareutvecklas i Porcupine Tree.
År 1986 startade han två musikprojekt. Det ena hette "No Man Is An Island (Except The Isle Of Man)", men döptes fyra år senare om till No-Man. Det andra hette Porcupine Tree, vilket skulle komma att bli hans mest framgångsrika band.
2001 mötte Steven den israeliske rockstjärnan Aviv Geffen. Tillsammans startade de bandet Blackfield.

## Diskografi (urval)
Solo albums
- Insurgentes (2008)
- Grace for Drowning (2011)

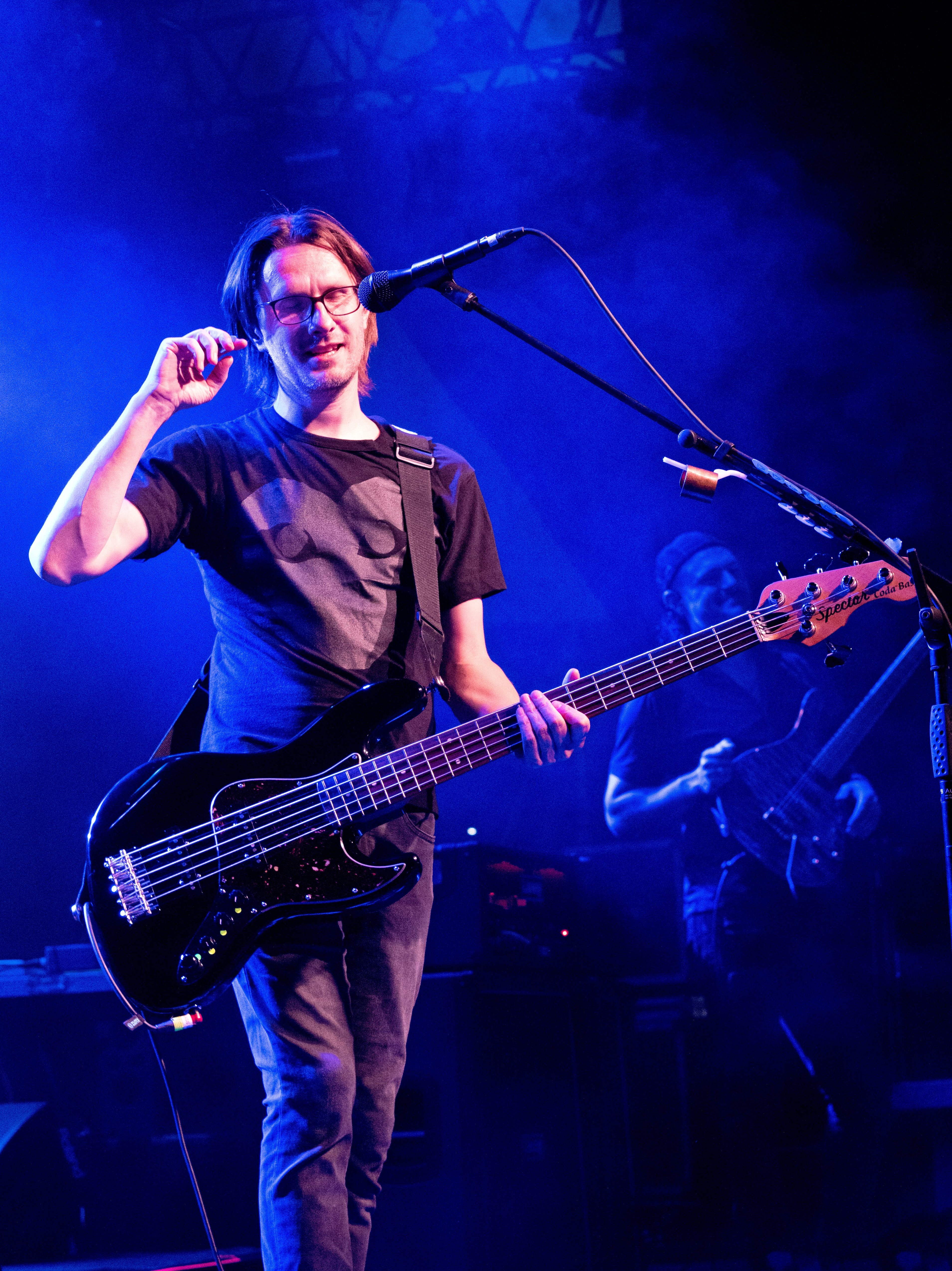
Steven Wilson, på Tält Music Festival 2018 i Freiburg Tyskland

- The Raven That Refused to Sing (And Other Stories) (2013)
- Hand. Cannot. Erase. (2015)
- To the Bone (2017)
- The Future Bites (2021)
- The Harmony Codex (2023)
- The Overview (2025)

Studioalbum med Porcupine Tree
- On the Sunday of Life... (1992)
- Up the Downstair (1993)
- The Sky Moves Sideways (1995)
- Signify (1996)
- Stupid Dream (1999)
- Lightbulb Sun (2000)
- In Absentia (2002)
- Deadwing (2005)
- Fear of a Blank Planet (2007)
- The Incident (2009)
- Closure/Continuation (2022)